# Raymond Hackett
Raymond Hackett (15 de julio de 1902-7 de julio de 1958) fue un actor teatral y cinematográfico de nacionalidad estadounidense, activo principalmente en la época del cine mudo. 

## Biografía
Nacido en la ciudad de Nueva York, sus padres eran Maurice Hackett y la actriz Florence Hackett. Sus hermanos eran el dramaturgo y guionista Albert Hackett y la actriz Jeanette Hackett. 
Hackett fue actor teatral infantil en Nueva York en 1907 en la obra The Toymaker of Nuremberg, representada en el Teatro Garrick. En septiembre de 1909 actuó junto a Margaret Anglin en la obra The Awakening of Helena Richie, y en 1912 en Peter Pan, con Maude Adams. 
En sus inicios en el cine mudo, fue llamado Master Raymond Hackett, y actuó junto a su hermano Albert en varios cortos y en el largometraje de 1921 The Country Flapper, en el que actuaban Dorothy Gish y Glenn Hunter. Como actor teatral adulto, tuvo un gran éxito en el circuito de Broadway en 1925 con The Cradle Snatchers, obra en la que trabajaban Mary Boland y Humphrey Bogart. 
Aunque Hackett fue popular en películas rodadas a comienzos de la época sonora, su carrera artística finalizó hacia el año 1934.
Raymond Hackett falleció en Los Ángeles, California, en el año 1958. Sus restos fueron incinerados, y enterrados en el Crematorio Chapel Of The Pines. 
Hackett había estado casado desde 1927 a 1935 con la actriz Myra Hampton, de la cual se divorció y con la que tuvo un hijo. En 1935 se casó con la también actriz Blanche Sweet, permaneciendo ambos unidos hasta la muerte de él.
Por su trabajo como actor infantil, a Hackett se le incluyó en el Young Hollywood Hall of Fame.

## Teatro
- 1907 : The Toymaker of Nuremberg
- 1909-1910 : The Awakening of Helena Richie
- 1911 : As a Man Thinks
- 1912-1913 : Peter Pan
- 1918 : The Copperhead
- 1919-1920 : Abraham Lincoln
- 1920 : The Outrageous Mrs. Palmer
- 1921 : The Man in the Making
- 1922 : Broken Branches
- 1922 : Dreams For Sale
- 1922-1923 : Glory
- 1925-1926 : Cradle Snatchers
- 1927-1928 : Nightstick
- 1932 : Adam Had Two Sons
- 1932 : Camille
- 1933 : Conquest
- 1933 : Nine Pine Street
- 1934-1935 : Piper Paid

## Filmografía
- 1912 : A Matter of Business (corto)
- 1912 : Little Boy Blue (corto)
- 1912 : The Spoiled Child, de John Ince (corto)
- 1912 : A Child's Devotion (corto)
- 1912 : Two Boys, de Arthur V. Johnson (corto)
- 1913 : Annie Rowley's Fortune, de Arthur V. Johnson (corto)
- 1913 : Longing for a Mother, de Lloyd B. Carleton (corto)
- 1914 : The Price of a Ruby, de Harry Myers (corto)
- 1914 : The Shadow of Tragedy, de Arthur V. Johnson (corto)
- 1915 : Siren of Corsica, de Joseph W. Smiley (corto)
- 1915 : The White Mask, de Joseph W. Smiley (corto)
- 1915 : A Prince of Peace, de Edgar Jones (corto)
- 1915 : The Ringtailed Rhinoceros, de George Terwilliger
- 1918 : The Cruise of the Make-Believes, de George Melford
- 1919 : Ginger, de Burton George
- 1922 : The Country Flapper, de F. Richard Jones
- 1927 : The Love of Sunya, de Albert Parker
- 1928 : Faithless Lover, de Lawrence C. Windom
- 1929 : The Trial of Mary Dugan, de Bayard Veiller
- 1929 : Madame X, de Lionel Barrymore
- 1929 : The Girl in the Show, de Edgar Selwyn
- 1929 : Manhattan Serenade, de Sammy Lee (corto)
- 1929 : Footlights and Fools, de William A. Seiter
- 1930 : Not So Dumb, de  King Vidor
- 1930 : Numbered Men, de Mervyn LeRoy
- 1930 : Let Us Be Gay, de Robert Z. Leonard
- 1930 : Our Blushing Brides, de Harry Beaumont
- 1930 : On Your Back, de Guthrie McClintic
- 1930 : The Sea Wolf, de Alfred Santell
- 1930 : The Cat Creeps, de Rupert Julian y John Willard
- 1931 : Semilla, de John M. Stahl